# Костел святого Антонія і Преображення Господнього (Красне)
Костел святого Антонія і Преображення Господнього в Красному — римсько-католицька церква в селі Красному Тернопільської области України.

## Відомості
- 1892—1893 — збудовано та освячено мурований філіальний костел за кошти власника села Антонія Цеглецького.
- 31 січня 1899 — утворено парафіяльну експозитуру.
- 1902 — здійснено ремонт храму, а також оточено його муром.
- 1924 — придбано два дзвони.
- 1925 — засновано самостійну парафію.
- 1938 — капітально відремонтовано святиню.
- 1949—1993 — закритий храм функціонував як колгоспний склад отрутохімікатів (мурована дзвіниця та дерев'яна капличка поруч не збереглись).
- 1994 — після чергового ремонту костел освячено.

## Настоятелі
- о. Людвик Мартинович,
- о. Станіслав Цембрух,
- о. Лукаш Маколондра,